# 岡慎之介
もしかして
- 岡慎之助

ではありませんか？